# Ataque de Boala de 2022
El ataques de Boala ocurrió el 7 de diciembre de 2022, cuando diez militantes de los Voluntarios para la Defensa de la Patria, una milita civil burkinesa, fueron emboscados en un mercado en el departamento de Boala, región Centro-Norte. Un segundo ataque el 10 de diciembre mató a siete civiles.

## Preludio
El norte de Burkina Faso ha estado envuelto en una insurgencia desde 2015 después de que yihadistas alineados con Al-Qaeda y Estado Islámico se trasladaran al norte rural del país, junto con el desarrollo de movimientos yihadistas locales como Ansarul Islam. Para combatir los ataques contra civiles no fulanis en la zona por parte de estos grupos yihadistas, las comunidades mossis locales crearon una milicia civil aliada del gobierno llamada Koglweogo, más tarde conocida como Voluntarios para la Defensa de la Patria, o VDP. En la provincia de Namentenga, donde tuvo lugar el ataque de Boala, las tensiones entre civiles, el VDP y los grupos yihadistas aumentaron en la segunda mitad de 2022. Un ataque en Namentenga mató a diez personas en junio y una emboscada en Silmangue, un pueblo de la provincia en octubre mataron a once soldados burkineses y milicianos del VDP. Apenas unos días antes del ataque de Boala, seis civiles fueron asesinados por yihadistas en Bittikou, cerca de las fronteras con Ghana y Togo.

## Ataque
El ataque comenzó en el mercado de Boulsa, capital de la provincia de Namentenga, la tarde del 7 de diciembre. Según un funcionario regional del VDP, el VDP peleó con los perpetradores durante dos horas. La escaramuza dejó diez muertos del VDP, además de dos civiles. También fueron asesinados veinte yihadistas.
Los yihadistas atacaron Boulsa por segunda vez el 10 de diciembre, incendiando el mercado local. En el segundo ataque, siete civiles murieron.